# Ammonium
L'ion ammonium de formule brute NH4+ est un ion polyatomique de charge électrique positive. Ce cation polyatomique possède une structure tétraédrique, l'atome d'azote N occupant le centre et les quatre atomes d'hydrogène occupant les sommets équivalents du tétraèdre. Il est obtenu par protonation de l'ammoniac (NH3) ; il est parfois présenté comme une molécule d'ammoniac ionisée.
L'ion ammonium est présent dans de nombreux produits nettoyants et désinfectants, à commencer par l'ammoniaque. Avant la découverte de sa véritable structure par les chimistes, il était l'analogue d'un métal alcalin ou d'un alcali. D'où par exemple la désignation d'alcali volatil de l'ammoniaque. Son usage est antique, il est présent dans le sal ammoniac NH4Cl, c'est-à-dire le corps minéral naturel salmiac. Il est présent aussi dans le sulfure d'ammonium (NH4)2S, ancien réactif prisé par l'analyse chimique.

## Cas des solutions aqueuses
La mise en solution de {\displaystyle {\ce {NH4+}}} dans l'eau correspond à l'équation suivante :
{\displaystyle {\rm {NH_{4}^{+}+H_{2}O\Rightarrow NH_{3}+H_{3}O^{+}}}}.
Alors que la préparation d'une solution aqueuse d'hydroxyde d'ammonium (ammoniaque) est :
{\displaystyle {\rm {NH_{3}+H_{2}O\Rightarrow NH_{4}^{+}+HO^{-}}}}.
Ce sont des réactions acido-basiques, d'où le couple acide/base suivant : {\displaystyle {\rm {NH_{4}^{+}/NH_{3}}}}.
Ce couple a une constante d'acidité Ka égale à 5,62 × 10−10, soit un pKa de 9,25. Dans l'eau, l'ammoniac se dissocie partiellement et forme une solution ionique qui conduit l'électricité.

## Cas général
Dans le cas général, on a :
{\displaystyle {\rm {NH_{4}^{+}\Rightarrow H^{+}+NH_{3}}}}.
Il s'agit d'une réaction réversible, qui forme l'acide très faible de Brönsted ammonium. Le taux d'ammonium formé dépend du pH si on travaille en solution. Si on travaille avec de la vapeur d'ammoniac, elle peut réagir avec HCl pour former le complexe {\displaystyle {\ce {NH4+;Cl-}}}.
L'ammonium forme souvent un sel avec un anion. La plupart des sels d'ammonium sont solubles dans l'eau.

## Liens avec les amines
Chaque atome d'hydrogène de l'ion ammonium peut être remplacé « substitué » par un groupe alkyle ou par un autre groupe organique constitué de chaînes carbonées ou d'autres substituants pour former un ion dit ammonium substitué, « ion ammonium » ou ions ammonium « primaire », « secondaire », « tertiaire » ou « quaternaire » (selon le nombre d'atomes d'hydrogène substitués).

Ces ions sont les acides conjugués d'amines, sauf pour les ammoniums quaternaires qui ne peuvent pas céder de proton.
Hormis l'ammonium quaternaire, ils existent en équilibre avec leurs amines remplacées, selon le pH.
La formule est de type N+R4, où un ou plusieurs atomes d'hydrogène sont remplacés par un radical organique (groupe représenté par le symbole R).
Un exemple d'une réaction de formation d'un ion ammonium est celle entre la diméthylamine, (CH3)2NH, et un acide, pour donner le cation diméthylammonium, (CH3)2NH+
2 :
Le cation ammonium quaternaire présente quatre groupes organiques liés à l'atome d'azote (N).

Ils n'ont plus d'atome d'hydrogène lié à l'atome d'azote pouvant jouer le rôle de base, et sont donc chargés de manière permanente.

Ces cations, tels que le tétra-N-butylammonium, sont parfois utilisés pour remplacer les ions de sodium ou de potassium pour augmenter la solubilité d'un composé dans l'ensemble des solvants organiques, selon le principe HSAB, ce qui leur donne une importante toxicologique et écotoxicologique. Pour la même raison, ils sont aussi utilisés comme catalyseurs de transfert de phase.
Les sels d'ammonium et l'ammoniac ne devraient pas être utilisés en piscine car pouvant former le trichlorure d'azote (NCl3) avec le chlore. Les hydrogènes des sels d'ammonium et des amides primaires (exemple : urée) ou secondaires peuvent aussi être remplacés par du chlore.

## Couples acide-base
| Couple acide-base                       | Acide       | Base     |
| --------------------------------------- | ----------- | -------- |
| ion ammonium/ammoniac                   | NH+ 4       | NH3      |
| ion méthylammonium/méthylamine          | CH3NH+ 3    | CH3NH2   |
| ion diméthylammonium/diméthylamine      | (CH3)2NH+ 2 | (CH3)2NH |
| ion triméthylammonium/triméthylamine    | (CH3)3NH+   | (CH3)3N  |
| ion ammonium substitué/amine substituée | N+R4        | NR3      |

## Demi-équation acide-base
Le couple acide-base concerné est :
- ion ammonium substitué/amine substituée ;
- N+R3H/NR3.

La demi-équation acide-base est donc :
- N+R3H  {\displaystyle \rightleftharpoons }  H+ + NR3.

## Équation acide/base desolvatation
Les demi-équations acide-base sont :
- (CH3)nNH+
4-n  {\displaystyle \rightleftharpoons }  H+ + (CH3)nNH3-n
- H2O + H+  {\displaystyle \rightleftharpoons }  H3O+.

L'équation acide-base de dilution est donc :
- (CH3)nNH+
4-n + H2O  {\displaystyle \rightleftharpoons }  H3O+ + (CH3)nNH3-n.

Plus simplement :
- N+R4  {\displaystyle \rightleftharpoons }  H+ + NR3
- H2O + H+  {\displaystyle \rightleftharpoons }  H3O+.

D'où l'équation acide-base de solvatation :
- N+R4 + H2O  {\displaystyle \rightleftharpoons }  H3O+ + NR3.

## Chimie

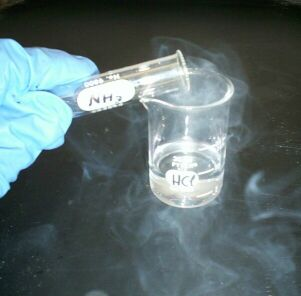
Fumée blanche (chlorure d'ammonium, toxique) produite par la réaction dans l'air d'acide chlorhydrique et d'ammoniaque.

L'ion ammonium est généré par la réaction de l'ammoniac (une base faible) avec un acide de Brønsted (donneurs de protons) :
H+ + NH3 → {\displaystyle {\ce {NH4+}}}.
La paire libre d'électrons de l'atome d'azote dans l'ammoniac est représentée comme une paire de points. Cette paire d'électrons forme la liaison avec un proton (H+).
L'ion ammonium est un acide conjugué relativement faible, qui réagit avec les bases de Brønsted pour revenir à l'état de molécule d'ammoniac non chargé :
{\displaystyle {\ce {NH4+}}} + B → HB+ + NH3.
Lorsque l'ammoniac est dissous dans de l'eau, une quantité importante de celui-ci réagit avec l'ion hydronium de l'eau pour donner des ions ammonium :
H3O+ + NH3 → H2O + {\displaystyle {\ce {NH4+}}}.
Le taux d'ammoniac converti en ion ammonium dépend du pH de la solution.
Si le pH est bas (c'est-à-dire s'il y a une forte concentration en ions hydronium), les changements s'équilibrent en produisant une plus grande conversion d'ammoniac (par protonation) en ions ammonium. Si au contraire le pH est élevé (la concentration en ions hydronium est faible), l'équilibre est obtenu avec captage de protons de l'ion ammonium par les ions hydroxyde, générant de l'ammoniac.
La formation de composés d'ammonium peut également se produire en phase vapeur, par exemple, lorsque la vapeur d'ammoniac entre en contact avec la vapeur de chlorure d'hydrogène (HCl), un nuage blanc de forme de chlorure d'ammonium qui se déposera éventuellement en une fine couche blanche sur les surfaces.
Les cations ammonium ressemblent à des ions de métal alcalin tels que ceux du sodium, Na+, ou du potassium, K+, et peuvent être trouvés dans des sels comme le bicarbonate d'ammonium, chlorure d'ammonium ou nitrate d'ammonium.
La plupart des sels d'ammonium simples sont très solubles dans l'eau.
Ces ions ammonium ont une grande importance en chimie car :
- ils sont des porteurs de charges positives à l'intérieur de molécules organiques et sont utiles dans des applications comme les résines échangeuses d'ions ;
- le sulfate d'ammonium est un des engrais chimiques qui ont permis l'agriculture industrielle ;
- les ions ammonium peuvent se dissoudre dans le mercure pour former un amalgame. En pratique, on peut en fabriquer par l'électrolyse d'une solution d'ammonium avec une électrode de mercure[3]. Mais cet amalgame se décompose spontanément pour donner de l'ammoniac et de l'hydrogène[4].

## Liaisons
Dans l'ion ammonium, l'atome d'azote forme quatre liaisons covalentes (dont une liaison covalente de coordination), au lieu de trois comme dans l'ammoniaque, formant une structure qui est isoélectronique (électroniquement semblable) à celle d'une molécule de méthane.